# Aniceti Kitereza
Aniceti Kitereza (* 1896 in Sukuma, Deutsch-Ostafrika; † 20. April 1981 in Kagunguli auf Ukerewe, Tansania) war ein tansanischer Schriftsteller und Theologe.

## Leben und Werk
Kitereza war ein Königsenkel, sein Großvater war König Machunda (der Regenmacher) vom Clan der Basilanga-Bahinda auf der Insel Ukerewe im Victoriasee. Im Alter von neun Jahren wurde er Christ und besuchte danach eine Missionsschule der katholischen Weißen Väter, später studierte er Theologie und Sprachen. Als Sprachentalent beherrschte er acht Sprachen (darunter Kikerewe, Swahili, Deutsch, Englisch, Französisch, Latein); er sammelte Volkserzählungen und schrieb historische Bücher.
Sein größter Erfolg Die Kinder der Regenmacher (Originaltitel in Kikerewe: Bwana Myombekere na Bibi Bugonoka na Ntulanalwo na Bulihwali, „Herr Myombekere und seine Frau Bogonoka, Sohn Ntulanalwo und Tochter Bulihwali“) erschien erst 1981 bei Tanzania Publishing House auf Kiswahili als Kiterezas eigene Übersetzung aus dem Kikerewe, in dem das Originalmanuskript verfasst ist. 1990 erschien der Roman erstmals auf Deutsch, übersetzt aus dem Swahili vom Afrikanisten Wilhelm J. G. Möhlig. 2002 folgte dann die erste Übersetzung ins Englische, und zwar aus der Originalsprache Kikerewe durch Gabriel Ruhumbika. Aniceti Kitereza starb in ärmlichen Verhältnissen, nachdem er zuletzt als Ujamaa-Bauer gelebt hatte. Er konnte die beiden gedruckten Bände nie in Händen halten, da sie erst nach seinem Tod erschienen.

## Die Kinder der Regenmacher
In der zweiteiligen Familiensaga werden das Leben und die Liebe eines kinderlosen Paares geschildert, dessen Ehe eben wegen dieser Kinderlosigkeit im traditionellen Afrika noch vor der Kolonialzeit zu scheitern droht. Das Buch will Traditionen, Mythen und Gesetze des alten Afrikas für die Nachwelt zu Papier bringen. Aniceti Kitereza äußerte sich dazu in seinen eigenen Worten wie folgt: „Ich fühlte den Wunsch tief in mir, die Gebräuche und die Lebensweise unserer Vorfahren zu bewahren, so wie sie diese tatsächlich gelebt haben... Ich fürchtete, dass diese großartige Lebensweise unserer Vorfahren und die Prinzipien, denen sie folgten, eines Tages verschwunden  und völlig vergessen sein würden. Ich fühlte, dass ich das niederschreiben musste, andernfalls würden nachkommende Generationen unseres Volkes ihr rechtmäßiges Erbe an den Bräuchen und Traditionen ihrer Vorfahren verlieren.“

## Werke (Auswahl)
- Die Kinder der Regenmacher. Teil 1: Die Ehe ISBN 3872947613
- Die Kinder der Regenmacher. Teil 2: Die Familie (teilweise auch unter Der Schlangentöter) ISBN 3293202071
- Die Kinder der Regenmacher. Neuausgabe in einem Band. Hammer, Wuppertal 2008, ISBN 9783779501770
- Wie es dazu kam, dass Männer und Frauen zusammen leben. Hammer, Wuppertal 2000, ISBN 387294858X
- Mr. Myombekere and His Wife Bugonoka, Their Son Ntulanalwo and Daughter Bulihwali, The Story of an Ancient African Community. Übersetzung aus dem Kikerewe ins Englische: Gabriel Ruhumbika. Mkuki Na Nyota Publishers, Daressalam 2002, ISBN 978-9976686388